# Religião em Portugal
Religião em Portugal em 2021 
A população portuguesa é maioritariamente católica, devido sobretudo à tradição e às circunstâncias históricas que Portugal teve e viveu no passado. Os católicos, segundo os censos de 2011, compõem cerca de 81% da população portuguesa, conferindo, por isso, à Igreja Católica uma considerável influência junto da sociedade, embora agora não tanto como outrora.
Segundo um estudo realizado em 2005, cerca de 81% da população portuguesa indicou que "Acredita em Deus", cerca de 12% que "Acredita que existe alguma forma de espírito ou força da vida" e ainda cerca de 6% que "Não acredita que exista uma força divina, Deus ou força vital".

## Demografia
Nos recenseamentos realizados pelo Instituto Nacional de Estatística têm surgido questões sobre a religião dos portugueses.
Os resultados destes recenseamentos são do conhecimento público e podem ser considerados como uma fonte imparcial para uma análise da demografia religiosa em Portugal.
O quadro seguinte apresenta a distribuição da população portuguesa segundo a resposta à pergunta
sobre religião nos censos de 1900, 1940, 1950, 1960, 1981, 1991, 2001, 2011 e 2021.
| Censos | Total     | Católicos | Outras Religiões | Sem Religião | Não Sabe/Não Responde |
| ------ | --------- | --------- | ---------------- | ------------ | --------------------- |
| 1900   | 5 423 132 | 5 416 204 | 5 012            | 1 454        | 462                   |
| 1940   | 7 722 152 | 7 191 913 | 63 060           | 347 284      | 119 895               |
| 1950   | 8 510 240 | 8 167 457 | --               | 342 783      | --                    |
| 1960   | 8 889 392 | 8 701 898 | 39 747           | 147 774      | --                    |
| 1981   | 7 836 504 | 6 352 705 | 115 398          | 253 786      | 1 114 615             |
| 1991   | 8 376 840 | 6 524 908 | 149 850          | 225 334      | 1 476 748             |
| 2001   | 8 748 605 | 7 353 548 | 265 248          | 342 987      | 786 822               |
| 2011   | 8 989 849 | 7 281 887 | 347 756          | 615 332      | 744 874               |

### Religião em Portugal - Censo 2021
| Religião                                            | Número    | Porcentagem |
| --------------------------------------------------- | --------- | ----------- |
| Cristianismo                                        | 7.444.786 | 84,77%      |
| Catolicismo                                         | 7.043.016 | 80,20%      |
| Ortodoxia                                           | 60.381    | 0,69%       |
| Protestantismo                                      | 186.832   | 2,13%       |
| Testemunhas de Jeová                                | 63.609    | 0,72%       |
| Outro cristão                                       | 90.948    | 1,04%       |
| Religiões não-cristãs                               | 99.984    | 1,14%       |
| Budismo                                             | 16.757    | 0,19%       |
| Hinduísmo                                           | 19.471    | 0,22%       |
| Judaísmo                                            | 2.910     | 0,03%       |
| Islamismo                                           | 36.480    | 0,42%       |
| Outros não-cristãos                                 | 24.366    | 0,28%       |
| Sem religião                                        | 1.237.130 | 14,09%      |
| Nota: Pergunta feita à população de 15 anos ou mais |           |             |

O quadro seguinte apresenta a distribuição da população não católica por grupos religiosos nos censos de 1981, 1991, 2001 e 2011.
| Censos | Total Outras Religiões | Ortodoxa | Protestante | Outra Cristã | Judaica | Muçulmana | Outra Não Cristã |
| ------ | ---------------------- | -------- | ----------- | ------------ | ------- | --------- | ---------------- |
| 1981   | 115 398                | 2 564    | 39 122      | 59 985       | 5 493   | 4 335     | 3 899            |
| 1991   | 149 850                | 11 319   | 36 932      | 79 491       | 3 519   | 9 134     | 9 455            |
| 2001   | 265 248                | 17 443   | 48 301      | 122 745      | 1 773   | 12 014    | 13 882           |
| 2011   | 347 756                | 56 550   | 75 571      | 163 338      | 3 061   | 20 640    | 28 596           |

É importante ter presente que os recenseamentos feitos em Portugal têm algumas limitações:
1. Apenas em 1900 e após 1981 é que se fez uma discriminação por grupos religiosos da população não católica.

2. A opção "Não Responde" só surge claramente a partir de 1981; no entanto, em 1900 e 1940 existia um grupo classificado como "religião ignorada".

3. Em 1950 apenas se identificou a população católica.

### Concordata com a Santa Sé
Em 2004 foi assinada uma concordata entre Portugal e a Santa Sé. Trata-se de um tratado que substitui a concordata de 1940 e onde se definem as relações entre Igreja Católica e Portugal e o estatuto desta religião no Estado Português.
Por se tratar de um tratado internacional, o conteúdo da Concordata tem valor legal superior à Lei da Liberdade Religiosa, que é apenas uma lei da República.

### Concordata com o Imamat Ismaili
Em Maio de 2008 o Estado Português assinou um acordo com o Imamat Ismaili, reconhecendo personalidade jurídica à Comunidade Ismaili. Este acordo deveu-se ao facto da Comunidade Ismaili não possuir formalmente uma autoridade religiosa local ou nacional própria e autónoma em cada país. Este acordo foi aprovado pela Assembleia da República em Junho de 2010.
Este acordo contém oito artigos, sobre o reconhecimento da personalidade jurídica, e também sobre cooperação, protecção da identidade religiosa, organização, estabelecimentos de formação e cultura religiosa e escolas não religiosas, entre outros assuntos.
Em matéria de estabelecimentos de formação religiosa, Portugal reconhece ao Imamat o direito de constituir e sustentar estes locais, não estando o seu funcionamento interno sujeito a fiscalização do Estado. O Imamat e a Comunidade Ismaili também adquiriram o direito de fundar criar e administrar escolas em todos os graus de formação e ensino.
Além disso, o Ministro da Justiça poderá designar para a Comissão da Liberdade Religiosa um representante indicado pelo Imam, e o Governo Português também poderá designar para a Comissão do Tempo de Emissão das Confissões Religiosas um outro representante indicado pelo Imamat, depois de ouvida a Comissão de Liberdade Religiosa.

### Lei da Liberdade Religiosa
A Lei da Liberdade Religiosa estabelece os princípios, os direitos individuais e colectivos, o estatuto de igrejas e Comunidades religiosas e da Comissão de Liberdade Religiosa, os moldes de cooperação entre o Estado e Confissões Religiosas, e as ressalvas de aplicação da Lei à Igreja Católica.
Portugal segue o princípio da separação entre Estado e Confissões Religiosas. Segundo a Lei da Liberdade Religiosa, o Estado Português é não confessional; isto significa que não adopta qualquer religião oficial, nem se pronuncia sobre questões religiosas e não programa a educação ou a cultura segundo directrizes confessionais. Na Constituição Portuguesa pode ler-se no seu artigo 41, ponto 4º que As igrejas e outras comunidades religiosas estão separadas do Estado e são livres na sua organização e no exercício das suas funções e do culto.

#### Comissão de Liberdade Religiosa
A Comissão de Liberdade Religiosa foi criada ao abrigo da Lei de Liberdade Religiosa e é um órgão consultivo do Governo e da Assembleia da República que tem por funções apresentar pareceres e propostas sobre a aplicação da Lei da Liberdade Religiosa, nomeadamente sobre projectos de acordos entre Estado e comunidades religiosas, reconhecimento jurídico de Pessoas Colectivas Religiosas e radicação de Confissões Religiosas e composição da Comissão do Tempo de Emissão das Confissões Religiosas.
A Comissão tem um mandato trienal e é constituída por 11 pessoas. Em Setembro de 2016 esta Comissão foi empossada com a seguinte composição:
- José Vera Jardim (Presidente, indicado pelo Governo);
- Alfredo Manuel Matos Alves Rodrigues Teixeira (designado pela Conferência Episcopal Portuguesa);
- Manuel Saturino da Costa Gomes (designado pela Conferência Episcopal Portuguesa);
- Abdool Karim Vakil (designado pela Comunidade Islâmica de Lisboa);
- Esther Mucznik (designado pela Comunidade Israelita de Lisboa);
- Fernando Soares Loja (designado pela Aliança Evangélica Portuguesa);
- André Folque (indicado pelo Ministro da Justiça);
- Rahim Firozali (membro da Comunidade muçulmana Ismaili; indicado pela Ministra da Justiça);
- Alpesh Kumar Ranchordas (membro da Comunidade Hindu; indicado pela Ministra da Justiça);
- Luciano José dos Santos Cruz (membro pela Comunidade Budista; indicado pela Ministra da Justiça);
- Miguel Chaves Ribeiro Assis Raimundo (indicado pela Ministra da Justiça).

Entre 2007 e 2016 esta Comissão teve a seguinte composição:
- Mário Soares (Presidente, indicado pelo Governo);
- José Borges de Pinho (indicado pela Conferência Episcopal Portuguesa);
- Pe. Manuel Saturino da Costa Gomes (indicado pela Conferência Episcopal Portuguesa);
- Abdool Karim Vakil (indicado pela Comunidade Islâmica de Lisboa);
- Esther Mucznik (indicada pela Comunidade Israelita de Lisboa);
- Fernando Soares Loja (indicado pela Aliança Evangélica Portuguesa);
- Teles Pereira (indicado pelo Ministro da Justiça);
- Jorge Bacelar Gouveia (indicado pelo Ministro da Justiça);
- André Folque (indicado pelo Ministro da Justiça);
- Ashok Hansraj (membro da Comunidade Hindu de Lisboa; indicado pelo Ministro da Justiça);
- Nazim Ahmad (presidente da Fundação Aga Khan Portugal; indicado pelo Ministro da Justiça).

Em 13 de Janeiro de 2010, Pedro Bacelar de Vasconcelos substituiu Jorge Bacelar Gouveia nesta Comissão.

#### Presença na televisão
Segunda a Lei da Liberdade Religiosa, os canais públicos de televisão garantem às comunidades religiosas inscritas um tempo de emissão em programas específicos. Essa garantia materializa-se nos programas "A Fé dos Homens" e "Caminhos".
O Governo criou a Comissão do Tempo de Emissão das Confissões Religiosas que trabalha em conjunto com a RTP para atribuir e distribuir os tempos de emissão segundo critérios de representatividade.

#### Ensino da religião em escolas públicas
A Lei da Liberdade Religiosa estabelece que:
- As igrejas e demais comunidades religiosas podem solicitar que lhes seja permitido ministrar ensino religioso nas escolas públicas do ensino básico e do ensino secundário que indicarem;
- Este ensino é opcional;
- O funcionamento das aulas de ensino religioso de uma confissão depende da existência de um número mínimo de alunos, que tenham, pelo encarregado de educação ou por si, sendo maiores de 16 anos, manifestado, o desejo de frequentar a disciplina.[17]

Estão fixados programas para o ensino religioso das seguintes igrejas ou confissões religiosas:
- Igreja Católica;[19]
- Igrejas cristãs evangélicas;[20]
- Ensinamentos Bahá'í;[21]
- Budismo.[22]

O regime jurídico da lecionação e da organização da disciplina de Educação Moral e Religiosa Católicas nos estabelecimentos públicos dos ensinos básico e secundário foi aprovado pelo Decreto-Lei n.º 70/2013, de 23 de maio.

## Confissões religiosas

### Cristianismo

#### Catolicismo

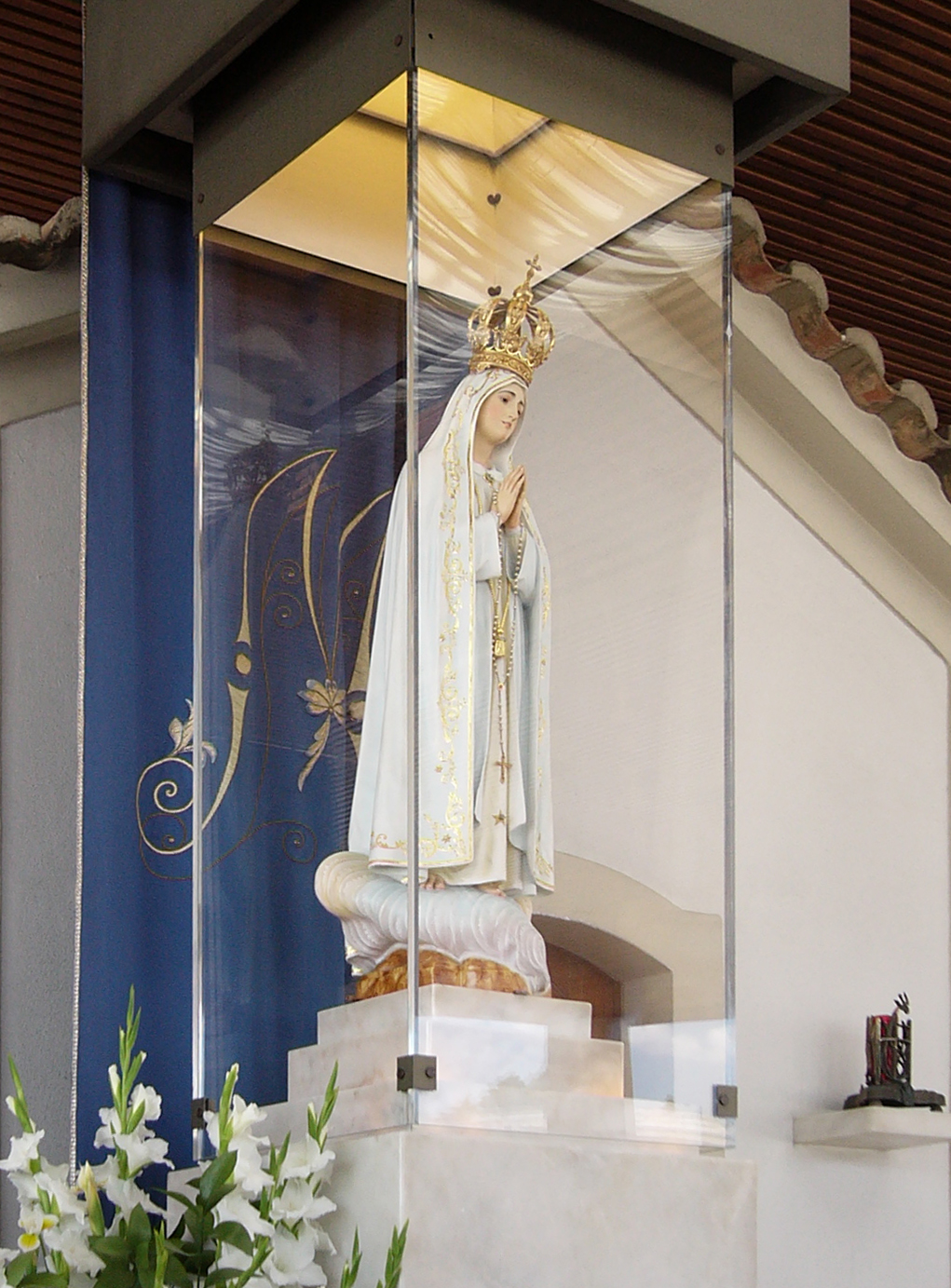
Nossa Senhora de Fátima, cuja devoção goza de ampla projecção mundial e cujo santuário em Fátima atrai anualmente milhões de peregrinos de Portugal e de todo o mundo.

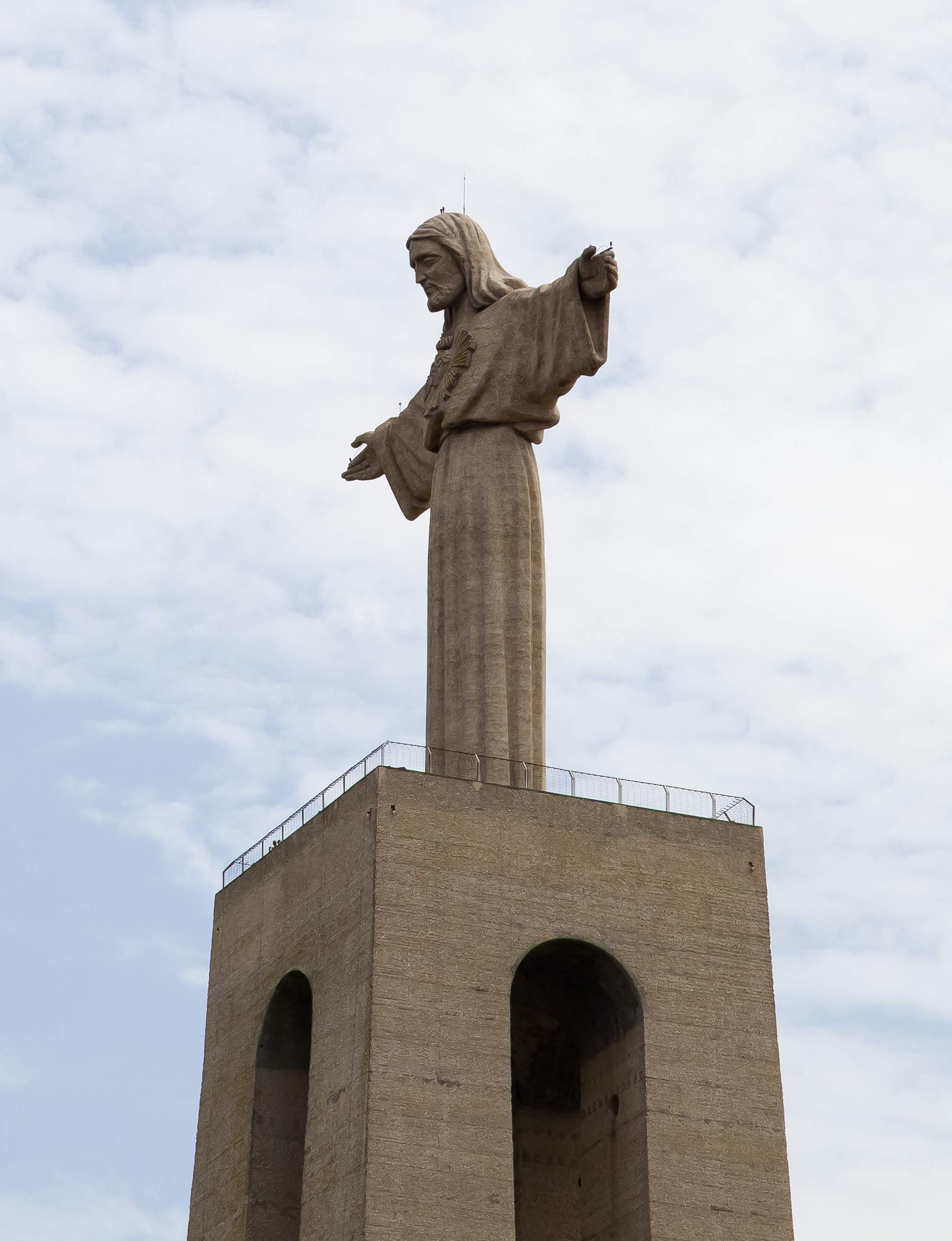
O Santuário Nacional de Cristo Rei.

Segundo os Censos efectuados no ano de 2001, 7 353 548 de pessoas, ou seja cerca de 85% da população portuguesa, identificaram-se como católicos. Mas, segundo um estudo da própria Igreja Católica (também de 2001), dentro destes 7,3 milhões de fiéis, somente 1 933 677 (19% da população total) de católicos realizam a prática dominical católica, vulgarmente designada por missa dominical, enquanto que o número de comungantes fixa-se nos 1 065 036 de católicos praticantes (10% da população total).
Cerca de metade dos casamentos realizados são casamentos católicos (cerca de 50% segundo o INE), os quais produzem automaticamente efeitos civis. Note-se que em alguns casos há situações em que por opção dos nubentes se realiza primeiro o casamento civil e, mais tarde, o casamento católico, não sendo este portanto incluído nas estatísticas oficiais. O divórcio é permitido quer em casamentos civis quer em casamentos religiosos conforme estabelecido no Código Civil Português, por mútuo consentimento ou por requerimento no tribunal por um dos cônjuges, apesar de o Direito Matrimonial Canónico não prever esta figura.
Existem um Ordinariato Militar e 17 dioceses em Portugal, sendo as últimas agrupadas em três províncias eclesiásticas presididas pelo patriarcado de Lisboa e as arquidioceses de Braga e Évora.
Embora a Igreja Católica, anteriormente a religião oficial e oficiosa de Portugal, e o Estado estivessem já separados por uma lei promulgada durante a Primeira República Portuguesa (1910-1926), esta Igreja, principalmente pelo grande número de católicos portugueses e por força do legado histórico e da tradição católica, continua a ter um peso relativo na sociedade e na cultura portuguesas, embora não tanto como outrora. Como por exemplo, muitos feriados públicos, festividades e costumes portugueses têm uma origem e/ou conotação religiosa católica. A Igreja Católica mantém também em funcionamento uma rede apreciável de assistência social, de saúde pública e de educação, não necessariamente de educação religiosa. É ainda comum que em muitas cerimónias oficiais públicas, como inaugurações de edifícios ou eventos oficiais de Estado, haver a presença de um representante da Igreja Católica e da prática de actos religiosos católicos, como bênçãos ou missas. Em termos legais, a Igreja Católica tem ainda alguns antigos benefícios e privilégios específicos (que outras religiões não têm), consagrados actualmente na Concordata de 2004.

#### Protestantismo
Os Protestantes em Portugal possuem várias denominações. Estão divididos em várias categorias, que vão desde as igrejas históricas (congregacionais, presbiterianos, metodistas, batistas , adventistas e luteranos), Pentecostais (como a Assembleia de Deus), as Neopentecostais (como a Igreja Maná), a igrejas mais conservadoras. As mais importantes [carece de fontes?] são: Igreja Evangélica Congregacional, Congregação Cristã em Portugal, Igreja Presbiteriana, Igreja Lusitana, a Convenção das Assembleias de Deus em Portugal, a Assembleia dos Irmãos, Igreja Metodista, a Igreja Maná, as Igrejas Batistas, as Igrejas Independentes. Em Portugal, vários fiéis (indivíduos) e várias igrejas evangélicas associam-se na Aliança Evangélica Portuguesa, entidade representativa das mesmas. As Igrejas protestantes históricas (presbiterianos, metodistas) e ortodoxas do rito grego  estão agrupadas no Conselho Português de Igrejas Cristãs, organismo que só admite como membros Igrejas. Actualmente existem perto de 100 mil evangélicos em Portugal.[carece de fontes?]
As igrejas evangélicas estão em quase todos os concelhos portugueses, faltando apenas 14 concelhos para se afirmar que estes estão de norte a sul do país.[carece de fontes?] A Aliança Evangélica tem um evento denominado "Portugal 2015", em que o intuito é que até 2015 seja aberta uma igreja evangélica em cada um destes concelhos.

#### Testemunhas de Jeová

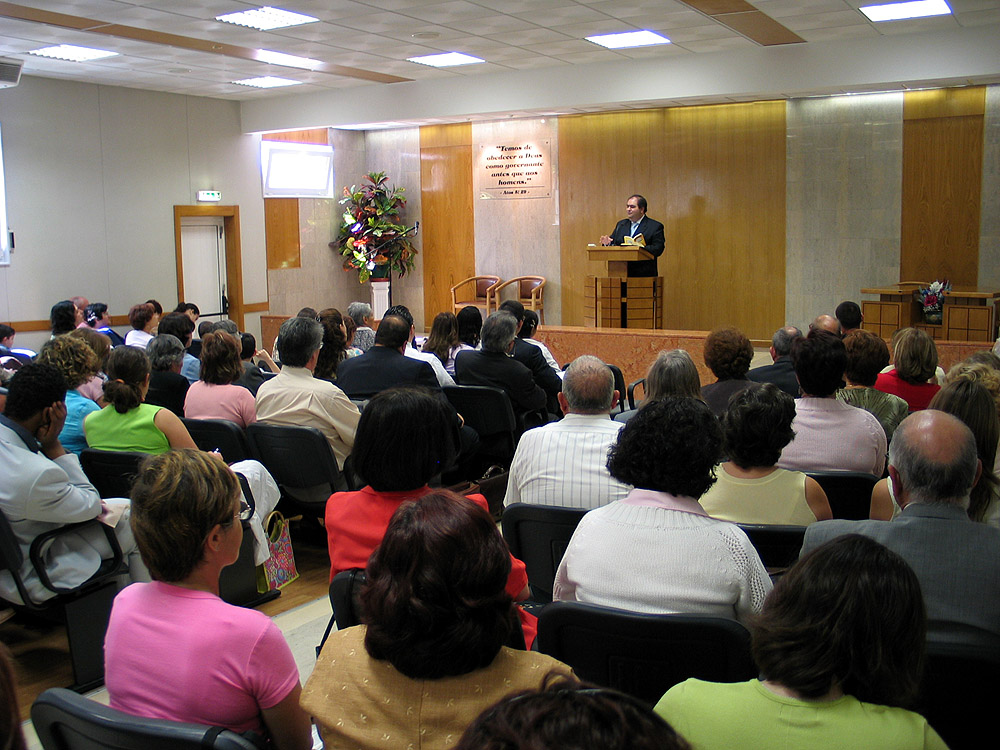
Reunião congregacional num Salão do Reino, em Portugal.

A religião está presente no país desde 1925, tendo sido proscrita oficialmente entre 1961 e 1974, período em que operou na clandestinidade. Em Dezembro de 1974, após a Revolução dos Cravos que derrubou o Estado Novo, a Associação das Testemunhas de Jeová foi legalmente reconhecida, tendo hoje a sua sede em Alcabideche. Em 2009, foram oficialmente reconhecidas como comunidade religiosa radicada em Portugal.

#### A Igreja de Jesus Cristo dos Santos dos Últimos Dias
Os Santos dos Últimos Dias (conhecidos também como Mórmons) possuem aproximadamente 40 000 membros em Portugal, distribuídos por cerca de 77 congregações.
As primeiras reuniões da Igreja realizada em Portugal estão entre as Forças Armadas dos Estados Unidos estacionadas no país no início de 1970. Mais tarde, em 1974, a Igreja, na época sendo presidida pelo Presidente Spencer W. Kimball, visitou Portugal e recebeu a confirmação de que a Igreja seria reconhecida e que os missionários pudessem começar a trabalhar no país.
Em novembro de 1974, Elder William Grant Bangerter dos Setenta chegou a Lisboa para presidir a recém-criada Missão Portugal Lisboa. Quatro missionários foram transferidos de uma missão no Brasil para começar o trabalho. As primeiras reuniões da Igreja foram realizadas na casa de um membro da embaixada canadense que vivia em Portugal.

#### Igreja Adventista do Sétimo Dia
Hoje existem cerca de 12 mil membros batizados. Porém, adicionando os jovens e crianças (a Igreja Adventista do Sétimo Dia defende o baptismo somente após tomada de consciência e de maturidade sobre a decisão que é individual), todos envolvidos no ministério jovem que é dividido em clubes: 3 a 5 são os Rebentos, 6 a 9 anos denominados Tições, de 10 a 15 Desbravadores, a partir de 16 anos vão em busca de serem líderes. Os inscritos na Escola Sabatina, chegaram aos 20 mil crentes.

#### Anglicanismo
Os anglicanos em Portugal são organizados na Igreja Lusitana Católica Apostólica Evangélica, que foi fundada em 1880. No início, esta Igreja anglicana foi auxiliada por um conselho de bispos presidido por Lord Plunkett, naquela época bispo da diocese de Meath, na Irlanda. O primeiro bispo anglicano português foi somente consagrado em 1958. A integração total na Comunhão Anglicana ocorreu somente em 1980 quando a Igreja se transformou numa diocese extraprovincial sob a autoridade do Arcebispo da Cantuária.

### Judaísmo

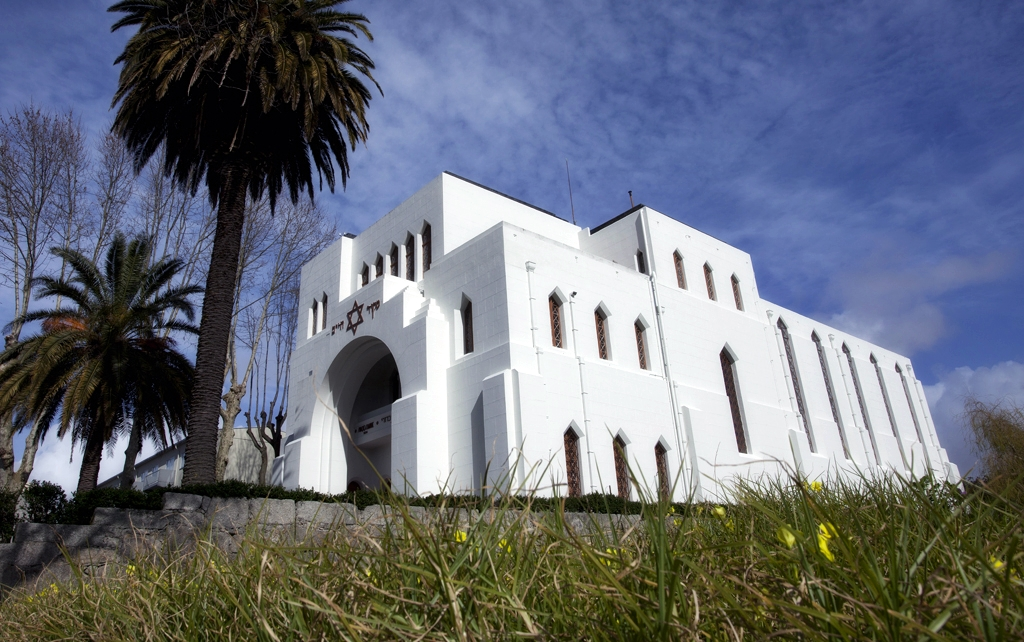
Sinagoga Kadoorie da cidade do Porto, Portugal.

A comunidade judaica em Portugal conseguiu manter-se até à actualidade, não obstante a ordem de expulsão dos Judeus a 5 de Dezembro de 1496 por decreto do Rei D. Manuel I, obrigando muitos a escolher entre conversões forçadas ou a efectiva expulsão do país, ou à prisão e consequentes penas decretadas pela Inquisição portuguesa, que, precisamente por este motivo acabou por ser uma das mais activas na Europa. A forma como o culto se desenvolveu na vila raiana de Belmonte, bem como em pequenas povoações de Trás-os-Montes, é um dos exemplos de perseverança dos Judeus como unidade em Portugal. Em 1506, em Lisboa, dá-se um massacre de Judeus, onde muitos são mortos e feridos, tornando-se um dos mais violentos da época, a nível europeu.[carece de fontes?]

### Fé Bahá'í
As primeiras campanhas de divulgação da religião Bahá'í em Portugal deram-se em 1926, mas foi só em 1949 que a comunidade começou a estabelecer as suas instituições. Nesse ano foi eleita a Assembleia Espiritual Local de Lisboa, e em 1962 foi eleita a Assembleia Espiritual Nacional dos Bahá'ís de Portugal.
Antes da Revolução de 25 de Abril, os Bahá'ís estiveram sujeitos a vigilância policial, tendo diversas das suas actividades sido proibidas. Em 1975 a Comunidade Bahá'í de Portugal foi reconhecida como pessoa colectiva religiosa e em 2005 obteve o estatuto de comunidade religiosa radicada. Actualmente residem em Portugal (continente, Açores e Madeira) milhares de Bahá'ís distribuídos por mais de 150 localidades. A sede da comunidade situa-se em Lisboa.

### Outras religiões
Existem ainda minorias islâmicas (cerca de 15 000 pessoas) e hindus (cerca de 7 000),[carece de fontes?] com base, na sua maioria, em descendentes de imigrantes, bem como alguns focos pontuais (alguns apenas a nível regional) de budistas, gnósticos e espíritas.

### Agnosticismo/Ateísmo
Existe actualmente em Portugal cerca de 420 mil a 947 mil (4 a 9% da população total) que são ateus ou agnósticos, enquanto que, num outro estudo, 6,5% da população identificou-se como ateus ou agnósticos.

### Candomblé iorubá
A Comunidade Portuguesa do Candomblé Iorubá foi reconhecida como Pessoa Colectiva Religiosa, em Abril de 2010. Esta comunidade professa uma religião afro-descendente Candomblé de matriz iorubá (Queto, Oió, Ijexá, etc.) e é constituída por pessoas de várias procedências, das quais se destacam portugueses, brasileiros e africanos iorubás.